# علم الملاحة العربي
تستند المعرفة الملاحية على تراكب تجارب الملاحين، لكنها أيضاً تشكل علماً يأخذ مكانه على ملتقى عدة علوم مختلفة. من هذه العلوم، علم الفلك والجغرافيا وعلم المناخ، بالإضافة إلى مسألة آلات القياس وآلات الرصد.
يصعب عرض تاريخ الملاحة العربي لأن النصوص القديمة ضائعة حالياً. ولا تتوفر إلا النصوص المكتوبة في نهاية القرن الخامس عشر الميلادي وبداية القرن السادس عشر الميلادي، التي تصف فن الملاحة في المحيط الهندي فقط.
تعتمد دراسات علم الملاحة العربية على تحليل التعليمات البحرية للمؤلفين ابن ماجد وسليمان المهري.

## الوضع التاريخي والجغرافي
لقد تمت تجربة البحارين ابن ماجد وسليمان المهري في إطار جغرافي محدد بإحكام، وهو إطار المحيط الهندي- طريق الاحتكاك التقليدي بين حضارات الغرب الرومانية والعربية وبين الحضارة الصينية. فالمحيط الهندي ميدان الرياح المنتظمة والمتناوبة المسماة بالرياح الموسمية. وهذا ما شجع المبادلات التجارية النشطة بين شواطئه المختلفة.
تمتد الفترة التاريخية من سنة 1450م إلى سنة 1550م، وهي الفترة الانتقالية بين القرون الوسطى والعصور الحديثة. وهي فترة الاكتشافات الكبرى التي أخذ خلالها البحارة البرتغاليون يلتفون حول القارة الإفريقية ويدخلون المحيط الهندي الذي ظل خلال أكثر من خمسة قرون ميداناً مقتصراً على البحارة العرب والفرس والهنود والصينيين.
كان البحارة العرب يتجولون بفضل الرياح الموسمية الجنوبية الغربية بين نقاط ارتكاز أهمها الساحل الشرقي لأفريقيا الذي كان تابعاً لسلطنة عمان وسلطنة دلهي وكانوا يتجاوزونها نحو المضائق. كما كانوا يلتقون مع البحارة الصينيين. 
إن إقفال طريق الحرير البرية بسبب السياسة الانعزالية الكارهة للأجانب التي مارستها أسرة مينغ الحاكمة في الصين، سمح للعرب باحتكار التجارة بين الشرق والغرب. وقد استفادوا من هذا الوضع حتى تدخل البرتغاليين، الذين بدأوا يلتفون تدريجياً حول أفريقيا، إذ وصل بارثولوميو دياز إلى رأس الرجاء الصالح سنة 1488م. وتابع فاسكو دي غاما الطريق شمالاً بمحاذاة موزمبيق حيث التقى في كليمان بأربعة مراكب عربية محملة بالذهب والجواهر والتوابل. وقد قدم سلطان ماليندي لكي ينافس سلطان مومبازا لفاسكو دي غاما أحسن قائد بحري في المحيط الهندي، وهو ابن ماجد المعروف بمؤلفاته عن الملاحة منذ سنة 1462م. وقد قاد هذا الأخير الأسطول البرتغالي لمدة 23 يوماً إلى كاليكوت.

## الخطوط البحرية
كان البحارة العرب ينطلقون من الموانئ الأفريقية وتنتهي رحلاتهم في ماليزيا. أما وصولهن إلى الصين، فهو غير مؤكد. وكانوا ينقلون من الغرب إلى الشرق العاج والذهب والعبيد. وتعود هذه السفن محملة بالقطن والحرير والتوابل والأواني الخزفية. 
كان هناك نوعان من الرحلات: يتمثل الأول بالخط البحري الموصل إلى ملقا وهو يلتف حول جزيرة سيلان. بعد ذلك تمتد الطريق البحرية باتجاه جزر نيكوبار، استناداً إلى الأرصاد. أما النوع الثاني فيتمثل في بالخط الذي يصل بين الهند وعُمان، في نهاية الفترة التي تهب فيها الرياح الموسمية من الشرق. تتجه السفينة أولاً نحو سوقطرة التي تظهر في بعض الأحيان قبل ظهور النسائم الأولى للرياح الموسمية ذات الاتجاه المعاكس. عندئذ تجب قيادة السفينة باتجاه الريح نحو شبه الجزيرة العربية.

## مصطلحات بحرية
- إشارة أو مَعلَم: جسم ثابت جيد الرؤية موجود على الشاطئ، يسمح بمعرفة موقع السفينة في البحر.
- زاوية السمت: الزاوية المحصورة بين المستوى العمودي لنجم ما وبين مستوى خط الزوال في مكان معين يوجد فيه الراصد.
- تموّر: التواء السفينة لتلقي الريح بالتناوب من الجهتين اليمنى واليسرى، وذلك للسير ضد الريح.
- الأزياج البحرية: جداول تعطي قيم بعض المقادير الفلكية الموافقة لكل يوم من أيام السنة. وفيها على الأخص إحداثيات الكواكب والشمس والقمر.
- التقدير أو القطع: (حسب تعبير ابن ماجد) - طريقة لتحديد موضع السفينة على الخريطة، استناداً إلى مقادير الاتجاه والسرعة والهواء والتيار. ويتم التحقق من هذه النقطة على الخريطة بواسطة رصد دقيق للنجوم والإشارات.
- قاع جداري أو عمودي: قاع قريب من الساحل يهبط عمودياً في البحر.
- مرخي كبير: ريح تدفع السفينة من الخلف، مائلة بالنسبة إلى سير السفينة بزاوية قدرها 30 درجة من الجهة اليسرى أو اليمنى.
- مستوى الزوال: السطح المستوي المحدد بعمود المكان وبمحور دوران الأرض.

## القياسات المستخدمة
استخدم البحارة العرب بشكل أساسي الأصابع والأزوام والترفات. كان قياس الارتفاع يسمح بتحديد المسافة، وكانت الأزوام والترفات تحدد بالنسبة إلى الأصابع. لكن مفهوم وحدة القياس الثابتة لم يكن مألوفاً في الأذهان في ذلك العصر. وهذا ما شكل عقبة كبرى. ولقد زاد من أهمية هذه العقبة فقدان آلات القياس ذات الدقة الكافية، مما أعاق تبني منهج علمي حقيقي.